# Jah Baba
Jah Baba de son vrai nom Oladipo Abiala, est un artiste chanteur et Ingénieur béninois originaire du Nigéria, né à Pobè.

## Biographie
Jah Baba nait à Pobè. Nigérian d'origine, il tient son héritage musical de sa défunte grand-mère et ensuite de père. Il est reconnu comme multi-instrumentiste, compositeur et producteur. Il est également connu pour son mélange de percussions ouest africaines avec du jazz, du juju, de l'afro beat, et de la musique gospel. Ingénieur de son, promoteur culturel et éducateur artistique, il dirige "Africa Sound City", un centre culturel. Il consacre une partie de son temps à former les jeunes. En 2013, il est sollicité pour donner un atelier de formation au Global Jazz Institut de l'université de musique de Berklee et une performance éducative collaborative à l’université de Harvard,,,.

## Genre musical
Jah Baba fait de la musique traditionnel, de la musique moderne, l'AfroJazz, du Gospel, du juju, de l'afrobeat. Il est un maître des tambours bata et gangan (dun-dun), ainsi que des traditions de masques Oro et Guèlèdè de sa région natale,,.

## Distinctions
Jah Baba reçoit un tableau de reconnaissance de mérite et un trophée pour son savoir faire le samedi 30 octobre 2021 à Richmond, dans l’état de Virginie aux États-Unis,.

## Discographie
Jah baba a plusieurs albums, singles et collaborations a son actif: 

### Singles[10]
- 2016: Oni moto
- 2016: Ise omo
- 2016: Odunde
- 2016: Houngbe
- 2016: Ijo Ilou
- 2016: Ahelou
- 2016: Wassi wassi
- 2016: Iweye sokoun

### Albums[11],[12]
- 2015 : Arise
- 2016 : Emi
- 2019 : Ti Wa Ni

Il apparaît également sur de nombreux projets:
- 2012: Benin Awake Vol.1
- 2018: O Pa Mi Titi Deabe (Remixes)
- 2018: A Midsummer Party's Dream, Vol. 3
- 2022: Doto N'Ase

## Quelques images

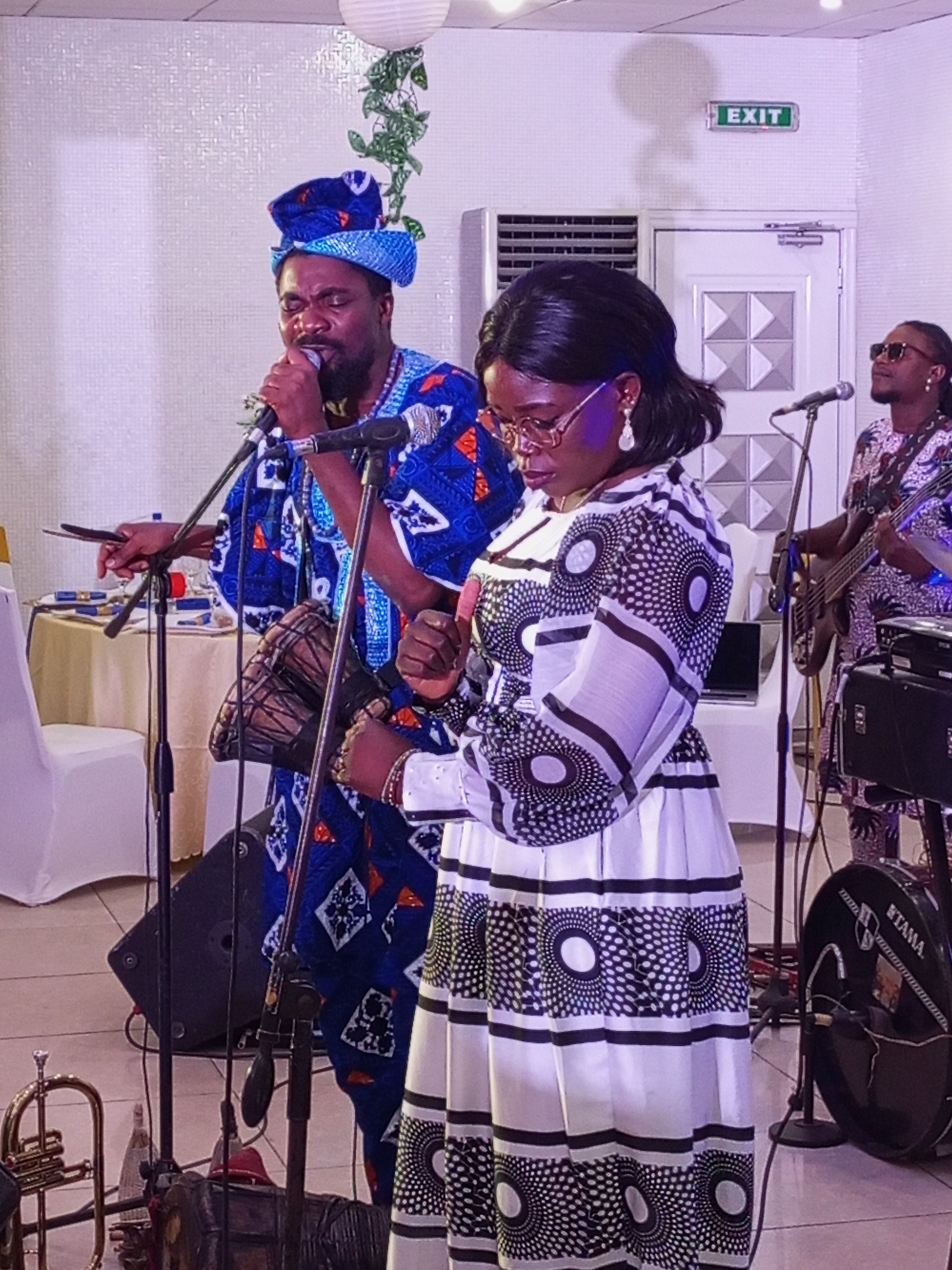
Jah Baba en prestation au Majestic Cotonou

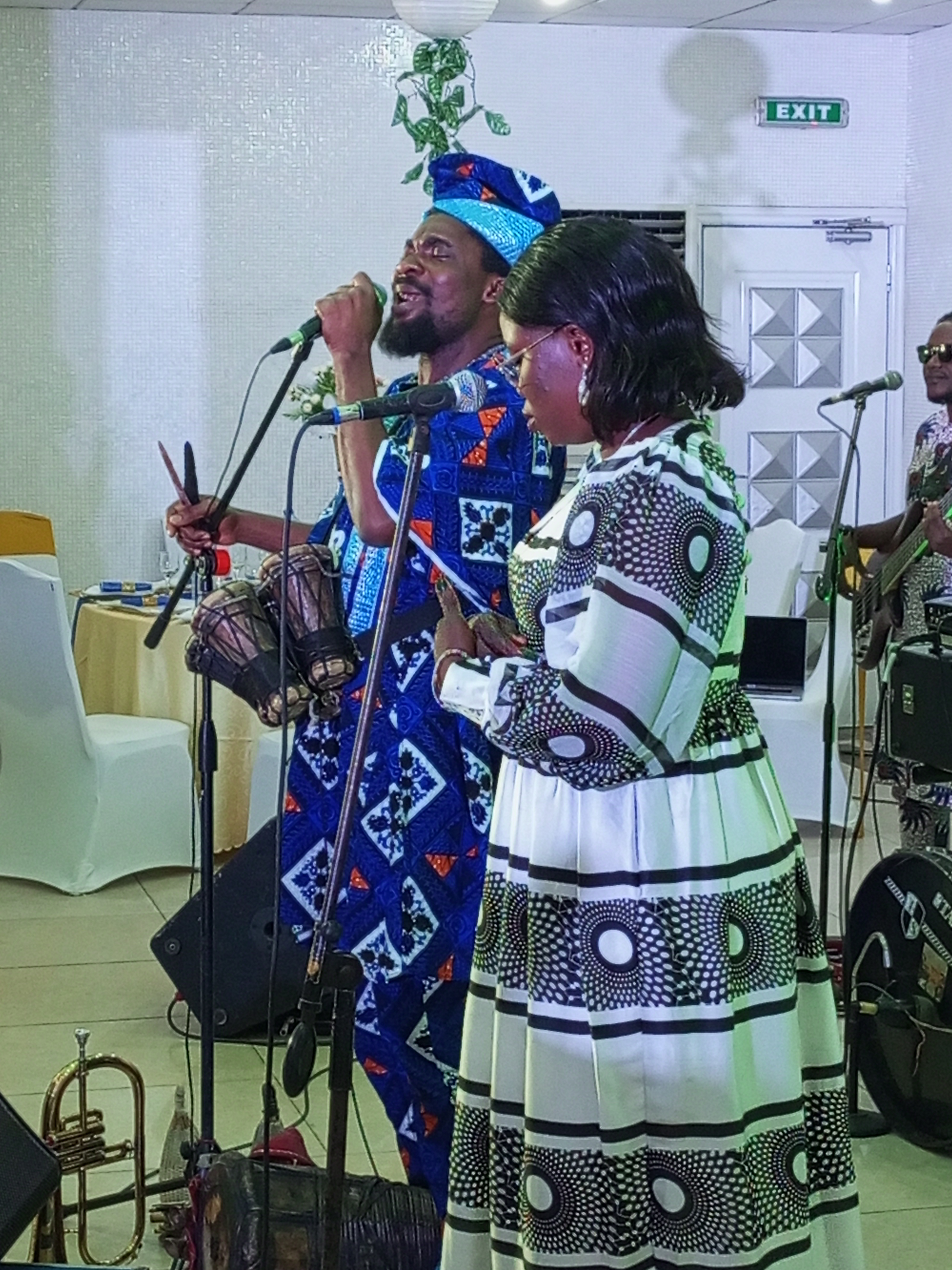
Jah Baba